# Præsidentvalget i Tyskland 1989
Præsidentvalget i Tyskland 1989 fandt sted i Forbundsforsamlingen den 23. maj 1989. Her genvalgtes Richard von Weizsäcker som landets forbundspræsident. Han var den eneste kandidat ved valget, som blev afholdt i Bonn.

## Afstemningsresultat
Forbundsforsamlingen bestod ved afstemningen af 1.038 medlemmer, hvilket gjorde, at det krævede 520 stemmer for at få absolut flertal. Der var 881 af medlemmerne, som stemte for von Weizsäcker.
| Valgomgang    | Kandidat               | Stemmer | %    | Parti              |
| ------------- | ---------------------- | ------- | ---- | ------------------ |
| 1. valgomgang | Richard von Weizsäcker | 881     | 84,9 | CDU, CSU, SPD, FDP |
| 1. valgomgang | Stemmer mod            | 108     | 10,4 |                    |
| 1. valgomgang | Blanke stemmer         | 30      | 2,9  |                    |
| 1. valgomgang | Ugyldige stemmer       | 3       | 0,3  |                    |
| 1. valgomgang | Totalt:                | 1.022   | 98,5 |                    |